# دریاچه کارامیک
دریاچه کارامیک (انگلیسی: Lake Karamık) یک دریاچه در استان افیون قره‌حصار کشور ترکیه است.